# عثمان الملا
عثمان الملا (بالإنجليزية: Othman Almulla)‏ ولد في 9 يوليو 1986، هو لاعب جولف سعودي. وهو أصغر لاعب جولف هاوي عربي ينجح في التأهل واللعب في بطولة دبي ديزرت كلاسيك في عام 2007. فاز ببطولة قطر المفتوحة في يناير عام 2008. فاز ببطولة أرامكو للجولف في 2008. وكان أيضا أصغر لاعب جولف عربي يفوز ببطولة العرب للهواة، في سن الحادية والعشرين.

## نيوم راعي رسمي للاعب
أعلنت نيوم في 30 يناير 2023م عن توقيع عقد رعاية للاعب بهدف دعمه، اذ انه اللاعب السعودي الوحيد المشارك في دورة ألعاب الجولف الأسيوية التي ستقام في ملاعب رويال غرينز بمدينة الملك عبدالله الاقتصادية خلال الفترة 2-5 فبراير